# Chiesa di Santa Maria la Bruna a vicolo Scassacocchi

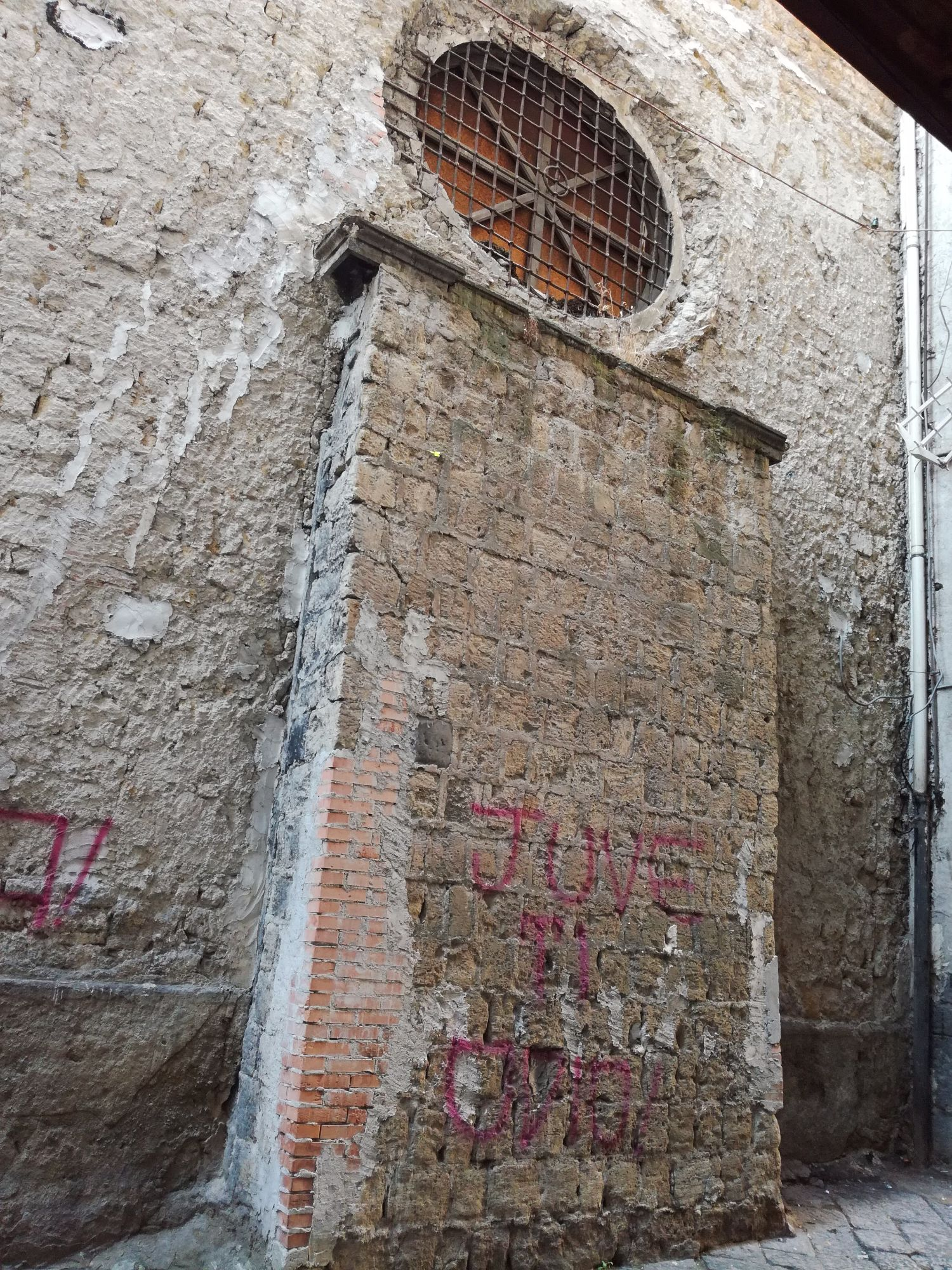
Il portale (murato) e il rosone

La chiesa di Santa Maria la Bruna a vicolo Scassacocchi (già Santa Maria la Bruna dei Caraccioli) è un antico luogo di culto di Napoli, sito nel cuore del centro antico, nell'omonima piazzetta.

## Storia e descrizione
La chiesa, dall'impostazione tipicamente barocca, fu dedicata alla Vergine Immacolata; annessa e gestita dalla Congrega degli Scassacocchi, venne costruita sotto concessione della nobile famiglia Caraccioli. Il toponimo "Scassacocchi" dell'edificio è strettamente legato alla storia della strada; infatti, si narra che nel vicolo in oggetto, erano di passaggio le carrozze che si dirigevano ai tribunali, le quali, con i loro mozzi, urtavano contro i lati della ristretta via, riportando anche gravi danni alle ruote: di qui vicolo Scassacocchi.
L'interno, di forma rettangolare, è attualmente in cattivo stato di conservazione. L'esterno, semplice nelle mondanature, è caratterizzato da vari finestroni, uno dei quali è ancora parzialmente circondato da ornamenti tipicamente barocchi.